# Макарове (Вознесенський район)
Мака́рове — село в Україні, у Братській селищній громаді Вознесенського району Миколаївської області. Населення становить 30 осіб. До 2020 року орган місцевого самоврядування — Улянівська сільська рада.

## Населення
Згідно з переписом УРСР 1989 року чисельність наявного населення села становила 63 особи, з яких 26 чоловіків та 37 жінок.
За переписом населення України 2001 року в селі мешкало 30 осіб.

### Мова
Розподіл населення за рідною мовою за даними перепису 2001 року:
| Мова       | Кількість | Відсоток |
| ---------- | --------- | -------- |
| українська | 28        | 93.33%   |
| російська  | 2         | 6.67%    |
| Усього     | 30        | 100%     |